# Trainbow Belgium
Trainbow Belgium vzw is een vereniging van lgbt-vrijwilligers die werkzaam zijn bij de Belgische spoorwegen (NMBS, Infrabel, HR-Rail) en hun dochterondernemingen.
Deze vereniging zonder winstoogmerk zet zich in voor het welzijn van holebi's en transgenders die werkzaam zijn bij bedrijven met activiteiten in de Belgische spoorsector.
Trainbow Belgium is lid van .beproud!, het lgbt-netwerk van de federale overheid, en is eveneens aangesloten bij Çavaria, de koepelorganisatie van Vlaamse en Brusselse holebi- en transgenderverenigingen.

## Beleid
Trainbow Belgium wil het management van de Spoorwegen (HR Rail, NMBS, Infrabel) er toe bewegen om een actieve diversiteitspolitiek te voeren.
Sinds 16 maart 2018 is Trainbow Belgium officieel erkend als organisatie binnen het diversiteitsbeleid van HR Rail. Trainbow Belgium kan hierbij als informatiekanaal en klankbord fungeren. Ze onderschrijft dan ook de principes van het diversiteitscharter van de Belgische Spoorwegen en de uitvoering ervan. Op vraag van HR Rail zal Trainbow Belgium ook ondersteuning bieden bij het diversiteitsbeleid.
Elk jaar hangt Trainbow Belgium regenboogvlaggen aan verschillende treinstations, als belangrijk statement naar de duizenden bezoekers van de Belgian Pride die met de trein komen en om een hart onder de riem te steken van de vele holebi’s en transgenders die werken bij de spoorwegen.

## Activiteiten
Maandelijks organiseert Trainbow Belgium ontspannende activiteiten. De bedoeling van deze activiteiten is om lgbt-collega’s samen te brengen in een ontspannend kader. Zo kunnen ze andere collega’s ontmoeten en ervaringen en verhalen delen.
Trainbow Belgium neemt ook jaarlijks deel aan The Belgian Pride.

## Netwerken
Trainbow Belgium is niet het enige lgbt-bedrijfsnetwerk in België. Zo neemt Trainbow Belgium deel aan de tweemaandelijkse Open@Work-events waar lgbt-bedrijfsnetwerken elkaar kunnen ontmoeten en hebben ze goede contacten met heel wat regenboogverenigingen zoals: Beldefrac (Belgian Defence Rainbow Comunity), Kliq vzw, Accenture BeLux lgbt network, BNP Paribas Fortis pride network, enz.
Trainbow Belgium is ook actief op de internationale netwerkingsmarkt: zo hebben zij goede contacten bij andere regenboognetwerken bij Europese spoorbedrijven en namen ze ook al deel aan internationale meetings in o.a. Parijs en Frankfurt.